# 王嗣先
王嗣先（1377年—？），字嗣先，江西吉安府泰和縣信實鄉四十九都人，明朝政治人物。進士出身。

## 生平
江西鄉試五十三名。永樂十年（1412年）壬辰科會試九十三名，殿試登進士第三甲第十七名。

## 家族
曾祖王惠軒。祖父王明德。父亲王古平。